# Azijski Amerikanci
Azijski Amerikanci (engl. Asian-American) su stanovnici SAD-a (ponekad i drugih država Amerike) s azijskim izgledom i/ili podrijetlom iz Azije. 
U 2012. godini u SAD-u je bilo oko 18,2 mil. Azijskih Amerikanaca, što odgovara 4,8% stanovništva države, dok je udio stanovnika koji su azijati kombinirani s bar jednom drugom rasom 5,6%. Azijski Amerikanci su 2012. imali najviši stupanj obrazovanja i najviša primanja po domaćinstvu od svih rasnih skupina koje žive u državi.

## Podrijetlo
U američkoj statistici jedan azijat definira se kao osoba koja vodi etničko podrijetlo od nekog naroda iz Istočne Azije, Jugoistočne Azije i Indijskog potkontinenta. U statistiku se ubrajaju osobe koje se izjašnjavaju kao "Indijci", "Kinezi", "Filipinci", "Korejci", "Japanci", "Vijetnamci", i "drugi azijati".

## Demografija
Demografija Azijskih Amerikanca opisuje heterogenu skupinu stanovništva u SAD-u koji imaju svoje korijene u jednoj ili više azijskih država. Budući da je udio azijata u ukupnom broju stanovništva SAD-a 5%, često se previđa raznolikost ovog dijela populacije, govoreći u medijima i diskusijama o "azijatima" ili "Azijskim Amerikancima." Čak iako postoji nekoliko zajedničkih osobina kod ovih etničkih skupina, postoje također i bitne razlike između raznih azijatskih etniciteta, računajući i da svaka skupina ima svoju vlastitu povijest.
Podjela Azijatskih Amerikanaca:
- Istočnoazijatski Amerikanci, uključuju kineske, japanske, koreanske, mongolijske, tajvanske i tibetanske Amerikance
- Južnoazijatski Amerikanci , uključuju bangladeške, butanske, indijske, nepalske, pakistanske i šrilankanske Amerikance
- Jugoistočnoazijatski Amerikanci, uključuju burmanske, filipinske, hmong, indonezijske, laoske, malezijske, singapurske, tajlandske i vijetnameziske Amerikance

### Religija
Prema istraživanjima Pew Research Center provedenim u srpnju 2012., Azijski Amerikanci su prema religijskoj pripadnosti:
- 42% kršćani
- 26% bez religije
- 14% budisti
- 10% hinduisti
- 4% muslimani
- 2% neka druga religija
- 1% sikhi